# Idalima vindex
Idalima vindex là một loài bướm đêm trong họ Noctuidae.